# 937 a.C.
937 a.C foi o ano que precedeu 938 a.C. e sucedeu 936 a.C.